# Championnat de république démocratique du Congo de football 2019-2020
Navigation
Vodacom Ligue 1 2018-2019 Ligue 1 2020-2021
La saison 2019-2020 du Championnat de république démocratique du Congo de football est la soixantième édition de la première division en république démocratique du Congo et la troisième sous l'appellation « Vodacom Ligue 1 », la Ligue Nationale de Football. La compétition rassemble les meilleures formations du pays. La saison débute le 15 août 2019 et devait se terminer le 9 mai 2020.
En raison de la pandémie de Covid-19, le championnat est suspendu le 16 mars 2020 avant d'être définitivement arrêté le 13 mai 2020 par décision de la Fecofa.

## Clubs participants pour la saison 2019-2020

### Localisation des clubs participants
| \| Kinshasa: · AS V. Club · DCMP Imana · FC Renaissance · RCK · AC Rangers Lubumbashi: · TP Mazembe · FC Saint Éloi Lupopo · CS Don Bosco · JSG Bazano · Lubumbashi Sport Kinshasa Lubumbashi AS Maniema Union SM Sanga Balende AS Dauphins Noirs AS Nyuki OC Bukavu Dawa AS Simba Kamikaze \| Localisation des clubs engagés dans le championnat. |
| Kinshasa: · AS V. Club · DCMP Imana · FC Renaissance · RCK · AC Rangers Lubumbashi: · TP Mazembe · FC Saint Éloi Lupopo · CS Don Bosco · JSG Bazano · Lubumbashi Sport Kinshasa Lubumbashi AS Maniema Union SM Sanga Balende AS Dauphins Noirs AS Nyuki OC Bukavu Dawa AS Simba Kamikaze                                                           |

|   | Province       | Nombre d'équipes | Équipes                                                                        |
| - | -------------- | ---------------- | ------------------------------------------------------------------------------ |
| 1 | Haut-Katanga   | 5                | TP Mazembe, FC Saint Éloi Lupopo, CS Don Bosco, JSG Bazano et Lubumbashi Sport |
| 1 | Kinshasa       | 5                | AS V. Club, DCMP Imana, FC Renaissance, RCK et AC Rangers                      |
| 3 | Nord-Kivu      | 2                | AS Dauphins Noirs et AS Nyuki                                                  |
| 4 | Kasaï-Oriental | 1                | SM Sanga Balende                                                               |
| 4 | Lualaba        | 1                | AS Simba Kamikaze                                                              |
| 4 | Maniema        | 1                | AS Maniema Union                                                               |
| 4 | Sud-Kivu       | 1                | OC Bukavu Dawa                                                                 |

### Les seize clubs participants
Les treize premiers du Championnat 2018-2019 et les trois premiers de Ligue 2 2018-2019 participent à la compétition.
Légende des couleurs
- Ligue des champions de la CAF 2019-2020
- Coupe de la confédération 2019-2020
- Promu de D2

| Club                 | Présent depuis | Classement 2018-2019 | Entraîneur                                        | Ville      | Stade                        | Capacité théorique |
| -------------------- | -------------- | -------------------- | ------------------------------------------------- | ---------- | ---------------------------- | ------------------ |
| TP Mazembe           | 2012           | 1                    | Pamphile Mihayo Kazembe - Dragan Cvetković        | Lubumbashi | Stade TP Mazembe             | 18 500             |
| AS V. Club           | 2012           | 2                    | Florent Ibenge                                    | Kinshasa   | Stade des Martyrs            | 80 000             |
| DCMP                 | 2012           | 3                    | Isaac N'Gata                                      | Kinshasa   | Stade des Martyrs            | 80 000             |
| AS Maniema           | 2017           | 4                    | Guy Lusadisu Anicet Kiazmak                       | Kindu      | Stade Joseph-Kabila          | 22 000             |
| SM Sanga Balende     | 2012           | 5                    | Ndonda Mopao                                      | Mbuji-Mayi | Stade Kashala Bonzola        | 25 000             |
| FC Saint Éloi Lupopo | 2012           | 6                    | Mankour Boualem Papy Kimoto Diego Garzitto        | Lubumbashi | Stade de la Victoire         | 18 000             |
| AS Dauphins Noirs    | 2013           | 7                    | Omer Mbayo Tadet Mbweki                           | Goma       | Stade de l'Unité             | 8 000              |
| AS Nyuki             | 2018           | 8                    | Tadet Farini Abdul Sengamayi Ady Bukaraba         | Butembo    | Stade Matokeo                | 1 000              |
| FC Renaissance       | 2016           | 9                    | Papy Kimoto Kiki Makengele Camille Bolombo        | Kinshasa   | Stade des Martyrs            | 80 000             |
| AC Rangers           | 2017           | 10                   | Benoît Kasongo                                    | Kinshasa   | Stade des Martyrs            | 80 000             |
| CS Don Bosco         | 2013           | 11                   | Kasongo Ngandu                                    | Lubumbashi | Stade TP Mazembe             | 18 500             |
| JSG Bazano           | 2014           | 12                   | Daoula Lupembe                                    | Lubumbashi | Stade de la Kenya            | 35 000             |
| Lubumbashi Sport     | 2013           | 13                   | Djento Mwamba                                     | Lubumbashi | Stade Frédéric-Kibasa-Maliba | 35 000             |
| OC Bukavu Dawa       | 2019           | 1 (Ligue 2)          | Massoud Djuma Irambo Amisi Kirero Amars Niyongabo | Bukavu     | Stade la Concorde            | 10 000             |
| RCK                  | 2019           | 1 (Ligue 2)          | Berthin Maku                                      | Kinshasa   | Stade des Martyrs            | 80 000             |
| AS Simba Kamikaze    | 2019           | 1 (Ligue 2)          | Tostao Kabanga                                    | Kolwezi    | Stade Manika                 | 3 000              |

### Stades

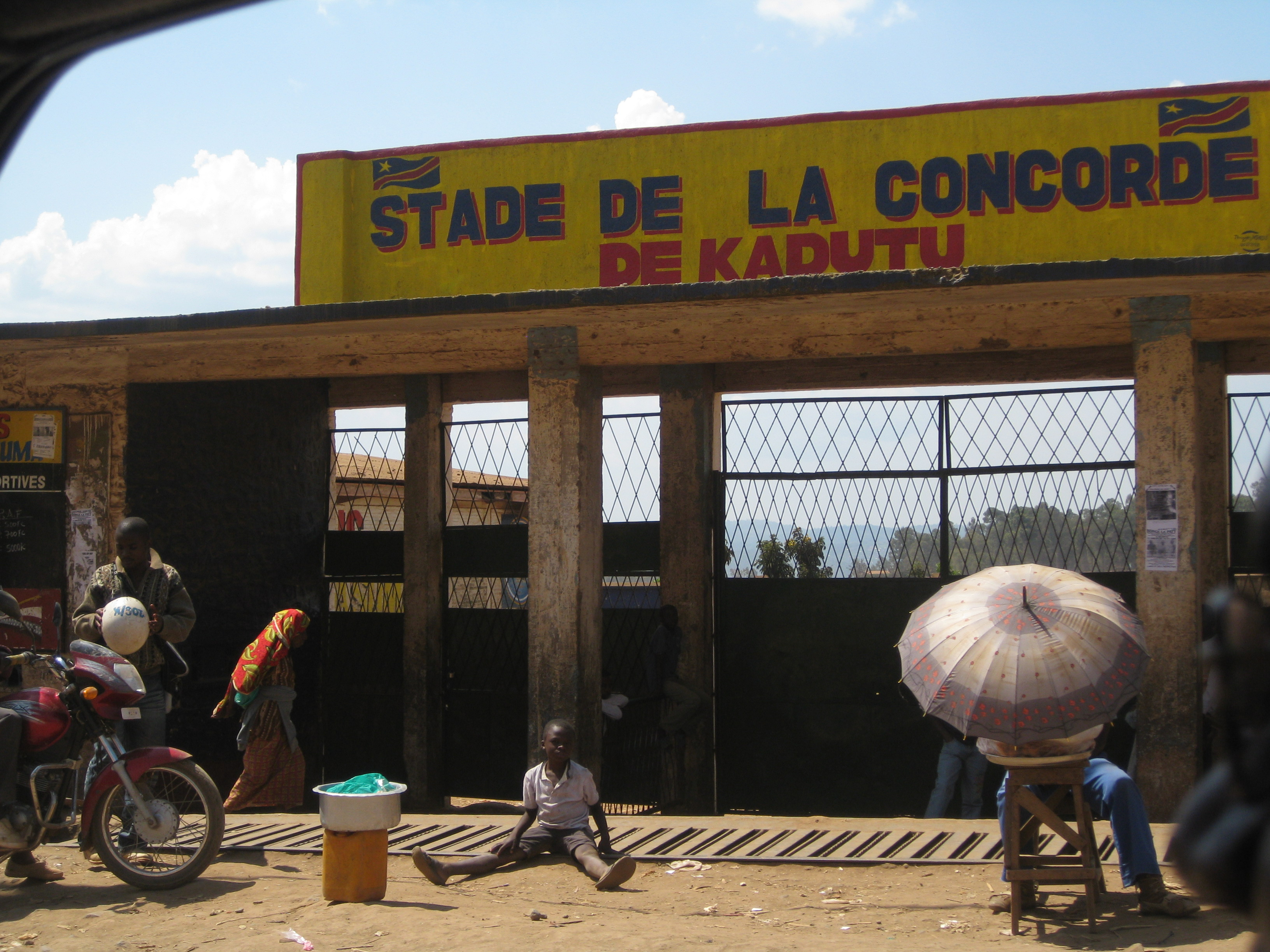
Stade la Concorde Bukavu
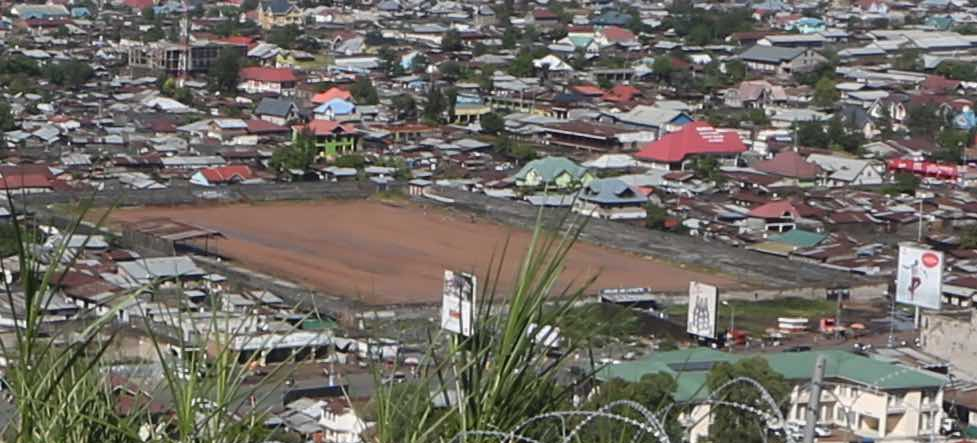
Stade de Virunga Goma
Stade National Kinshasa
Stade de la Pentecôte Kinshasa
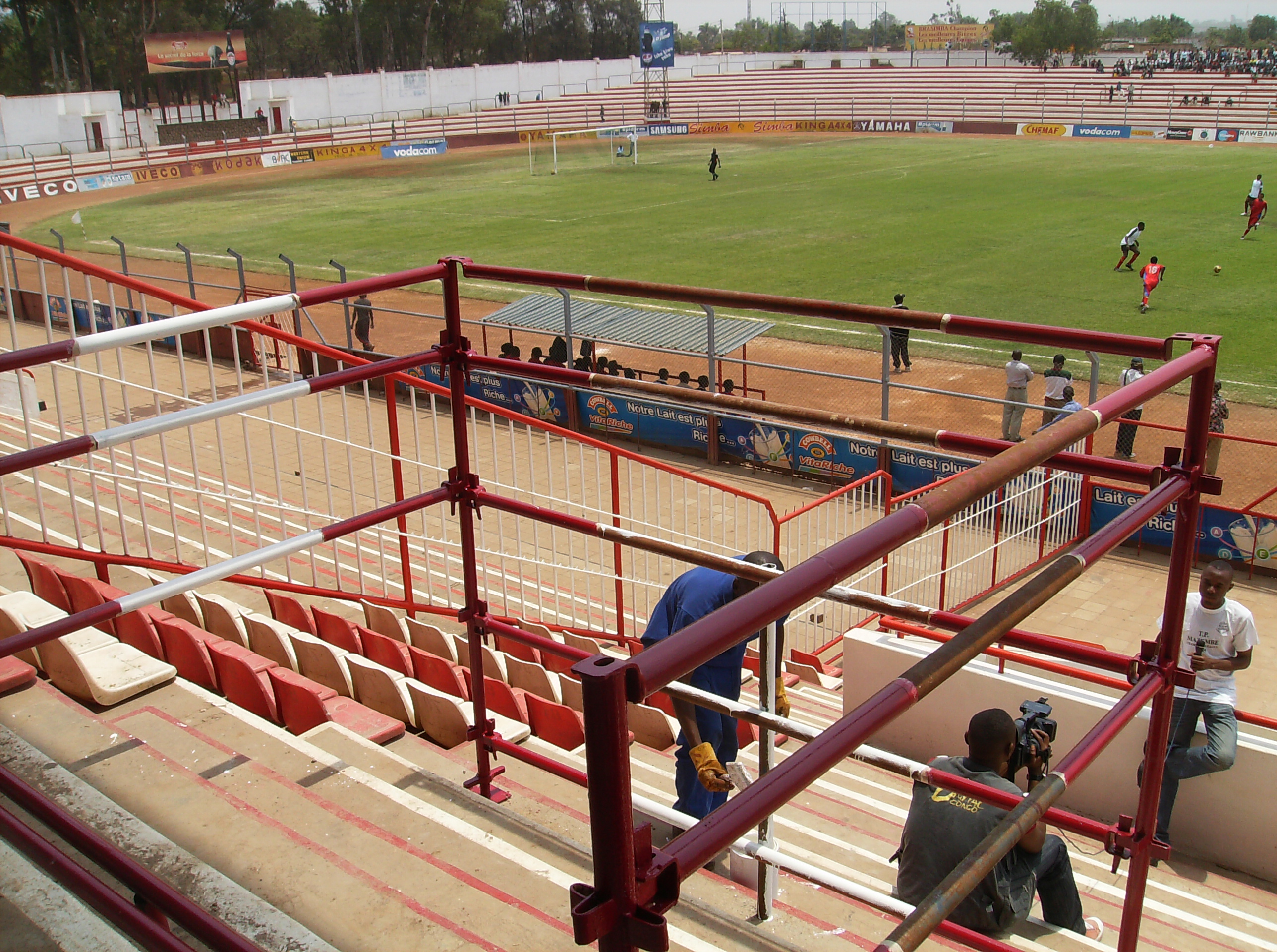
Stade Frédéric-Kibasa-Maliba Lubumbashi

## Compétition

### Calendrier
Calendrier publié le vendredi 19 juillet 2019
Le championnat se joue avec une poule unique de seize équipes qui se rencontrent deux fois en match aller et retour. Les deux derniers du classement sont relégués en deuxième division.
Le barème utilisé pour le classement est le suivant :
- Victoire : 3 points
- Match nul : 1 point
- Défaite, abandon ou forfait : 0 point

### Classement[5]
| Rang | Équipe                  | Pts | J  | G  | N  | P  | Bp | Bc | Diff |
| ---- | ----------------------- | --- | -- | -- | -- | -- | -- | -- | ---- |
| 1    | TP Mazembe T            | 53  | 20 | 17 | 2  | 1  | 48 | 9  | +39  |
| 2    | AS Vita Club            | 48  | 23 | 13 | 9  | 1  | 40 | 12 | +28  |
| 3    | AS Maniema Union        | 46  | 21 | 14 | 4  | 3  | 42 | 15 | +27  |
| 4    | DC Motema Pembe         | 42  | 21 | 12 | 6  | 3  | 40 | 16 | +24  |
| 5    | JS Groupe Bazano        | 37  | 19 | 11 | 4  | 4  | 21 | 11 | +10  |
| 6    | FC Renaissance du Congo | 37  | 24 | 11 | 4  | 9  | 32 | 29 | +3   |
| 7    | Académic Club Rangers   | 29  | 25 | 6  | 11 | 8  | 27 | 28 | -1   |
| 8    | RC Kinshasa P           | 28  | 23 | 6  | 10 | 7  | 25 | 22 | +3   |
| 9    | Lubumbashi Sport        | 27  | 23 | 7  | 6  | 10 | 16 | 20 | -4   |
| 10   | CS Don Bosco            | 25  | 23 | 4  | 13 | 6  | 23 | 23 | 0    |
| 11   | FC Saint Éloi Lupopo    | 24  | 22 | 5  | 9  | 8  | 24 | 25 | -1   |
| 12   | AS Simba P              | 22  | 22 | 6  | 4  | 12 | 15 | 31 | -16  |
| 13   | AS Dauphins Noirs       | 18  | 22 | 4  | 6  | 12 | 12 | 32 | -20  |
| 14   | SM Sanga Balende        | 17  | 19 | 4  | 5  | 10 | 17 | 35 | -18  |
| 15   | OC Bukavu Dawa P        | 14  | 23 | 4  | 2  | 17 | 15 | 49 | -34  |
| 16   | AS Nyuki                | 12  | 22 | 3  | 3  | 16 | 15 | 55 | -40  |

|  | Qualification pour la Ligue des champions de la CAF 2020-2021 |
|  | Qualification pour la Coupe de la confédération 2020-2021     |
|  | Relégation en deuxième division                               |
|  | T : Tenant du titre P : Promu de D2                           |

### Matchs
| Résultats (▼dom., ►ext.)                                   | ACR  | ASDN | ASMU | ASN  | ASS | ASVC | CSDB | DCMP | FCLS | FCR  | FCSEL | JSGB | OCBD | RCK  | SMSB | TPM  |
| AC Rangers                                                 |      | 4-0  | 0-1  | 3-1  | 2-0 | 0-4  | 1-1  | 1-3  | J23  | 1-2  | 1-2   | J18  | 1-0  | 1-1  | 1-1  | 1-0  |
| Dauphins Noirs                                             | 0-0  |      | 0-1  | 3-0* | J29 | 0-2  | 1-3  | 1-1  | 2-0  | 1-1  | 0-3   | J30  | 1-0  | J21  | J27  | 0-2  |
| Maniema Union                                              | 2-1  | 3-0* |      | 3-0* | J23 | J21  | 1-0  | 2-0  | 2-0  | 2-0  | 3-1   | 2-0  | J20  | 1-1  | J24  | 0-1  |
| Nyuki                                                      | 1-1  | 2-2  | 0-3  |      | 2-1 | 2-1  | 0-3* | J27  | 0-1  | 1-3  | 0-3*  | 0-1  | 1-1  | J23  | 3-0* | 1-5  |
| Simba Kamikaze                                             | J19  | 0-0  | 3-1  | J18  |     | 1-3  | 1-0  | 0-2  | 0-2  | J24  | 1-1   | 0-1  | J30  | 1-1  | 1-0  | 1-4  |
| V.Club                                                     | 1-1  | J24  | 2-1  | J26  | 4-0 |      | 2-0  | 1-1  | J30  | 2-0  | 1-1   | 1-1  | 5-1  | 1-1  | J22  | 0-0  |
| Don Bosco                                                  | 1-1  | J18  | 2-2  | J19  | 0-0 | 0-0  |      | J29  | 0-0  | J23  | 1-1   | 0-0  | 2-0  | J25  | 1-0  | J27  |
| DCMP                                                       | 3-0  | 1-0  | J22  | 5-1  | J21 | 1-1  | 2-1  |      | 0-0  | 1-1  | 4-1   | J26  | 3-0* | 2-1  | 3-0  | J20  |
| Lubumbashi Sport                                           | 1-0  | J19  | 2-2  | J22  | 0-1 | 0-1  | 1-1  | J16  |      | 2-1  | 1-0   | 0-1  | 1-0  | 0-0  | 1-2  | 1-2  |
| Renaissance                                                | 1-1  | 3-0  | 1-1  | 3-0  | 1-2 | 0-2  | 1-0  | 0-3* | J25  |      | 2-1   | J19  | 4-1  | 3-1  | 0-3* | 0-3* |
| Lupopo                                                     | 0-0  | J28  | J25  | J30  | 0-2 | J23  | 0-0  | 1-1  | 1-1  | 0-3* |       | 0-1  | J21  | 0-0  | 3-0* | 2-2  |
| Bazano                                                     | 1-1  | 3-0  | J27  | J17  | 2-0 | 1-3  | J20  | 2-1  | 1-0  | 0-1  | J29   |      | J23  | 2-1  | 0-0  | 0-1  |
| Buda                                                       | 0-3* | 0-1  | 0-3* | 2-3  | 1-0 | 0-1  | 2-2  | J18  | J28  | 1-0  | 0-3*  | 0-3  |      | 0-3* | J19  | 1-2  |
| RCK                                                        | 1-1  | 1-0  | J18  | 4-0  | 2-0 | 0-0  | 2-2  | 0-3  | 2-0  | 0-1  | 1-0   | J22  | 1-2  |      | 1-1  | 0-1  |
| Sanga                                                      | J30  | 0-0  | 1-6  | 3-0* | J25 | 0-2  | 2-2  | J23  | 0-2  | J17  | J26   | 0-1  | 3-2  | J20  |      | J21  |
| Mazembe                                                    | J26  | 2-0  | J19  | 3-0* | 2-0 | J18  | 3-1  | 2-0  | 1-0  | J28  | J22   | J24  | 6-0  | J30  | 6-1  |      |
| - Victoire à domicile - Match nul - Victoire à l'extérieur |      |      |      |      |     |      |      |      |      |      |       |      |      |      |      |      |

- Victoire ou défaite par forfait

## Statistiques

### Domicile et extérieur
| Rang | Équipe                  | Pts | J  | G | N | P | Bp | Bc | Diff |
| ---- | ----------------------- | --- | -- | - | - | - | -- | -- | ---- |
| 1    | AS Maniema Union        | 28  | 11 | 9 | 1 | 1 | 21 | 4  | +17  |
| 2    | DC Motema Pembe         | 27  | 11 | 8 | 3 | 0 | 25 | 6  | +19  |
| 3    | TP Mazembe              | 24  | 8  | 8 | 0 | 0 | 25 | 2  | +23  |
| 4    | AS Vita Club            | 21  | 11 | 5 | 6 | 0 | 20 | 7  | +13  |
| 5    | FC Renaissance du Congo | 20  | 13 | 6 | 2 | 5 | 19 | 18 | +1   |
| 6    | RC Kinshasa             | 19  | 13 | 5 | 4 | 4 | 15 | 11 | +4   |
| 7    | Académic Club Rangers   | 18  | 13 | 5 | 3 | 5 | 17 | 16 | +1   |
| 8    | JS Groupe Bazano        | 17  | 10 | 5 | 2 | 3 | 12 | 8  | +4   |
| 9    | Lubumbashi Sport        | 15  | 12 | 4 | 3 | 5 | 10 | 11 | -1   |
| 10   | CS Don Bosco            | 13  | 9  | 2 | 7 | 0 | 7  | 4  | +3   |
| 11   | AS Nyuki                | 12  | 13 | 3 | 3 | 7 | 13 | 25 | -12  |
| 12   | AS Dauphins Noirs       | 12  | 11 | 3 | 3 | 5 | 9  | 13 | -4   |
| 13   | AS Simba                | 12  | 11 | 3 | 3 | 5 | 15 | 12 | +3   |
| 14   | FC Saint Éloi Lupopo    | 9   | 10 | 1 | 6 | 3 | 7  | 10 | -3   |
| 15   | SM Sanga Balende        | 8   | 8  | 2 | 2 | 4 | 9  | 15 | -6   |
| 16   | OC Bukavu Dawa          | 7   | 12 | 2 | 1 | 9 | 7  | 24 | -17  |

| Rang | Équipe                  | Pts | J  | G | N | P | Bp | Bc | Diff |
| ---- | ----------------------- | --- | -- | - | - | - | -- | -- | ---- |
| 1    | TP Mazembe              | 29  | 12 | 9 | 2 | 1 | 23 | 7  | +16  |
| 2    | AS Vita Club            | 27  | 12 | 8 | 3 | 1 | 20 | 5  | +15  |
| 3    | JS Groupe Bazano        | 20  | 9  | 6 | 2 | 1 | 9  | 3  | +6   |
| 4    | AS Maniema Union        | 18  | 10 | 5 | 3 | 2 | 21 | 11 | +10  |
| 5    | FC Renaissance du Congo | 17  | 1  | 5 | 2 | 4 | 13 | 11 | +2   |
| 6    | FC Saint Éloi Lupopo    | 15  | 12 | 4 | 3 | 5 | 17 | 15 | +2   |
| 7    | DC Motema Pembe         | 15  | 10 | 4 | 3 | 3 | 15 | 10 | +5   |
| 8    | CS Don Bosco            | 12  | 14 | 2 | 6 | 6 | 16 | 19 | -3   |
| 9    | Lubumbashi Sport        | 12  | 11 | 3 | 3 | 5 | 6  | 9  | -3   |
| 10   | Académic Club Rangers   | 11  | 12 | 1 | 8 | 3 | 10 | 12 | -2   |
| 11   | AS Simba                | 10  | 11 | 3 | 1 | 7 | 6  | 16 | -10  |
| 12   | RC Kinshasa             | 9   | 10 | 1 | 6 | 3 | 10 | 11 | -1   |
| 13   | SM Sanga Balende        | 9   | 11 | 2 | 3 | 6 | 8  | 20 | -12  |
| 14   | AS Dauphins Noirs       | 6   | 11 | 1 | 3 | 7 | 3  | 19 | -16  |
| 15   | OC Bukavu Dawa          | 4   | 11 | 1 | 1 | 9 | 7  | 28 | -21  |
| 16   | AS Nyuki                | 3   | 9  | 1 | 0 | 8 | 5  | 29 | -24  |

### Évolution du classement
Le tableau suivant récapitule le classement au terme de chacune des journées définies par le calendrier officiel, les matchs joués en retard sont pris en compte la journée suivante.
| Journées → | 1  | 2  | 3  | 4  | 5  | 6  | 7  | 8  | 9  | 10 | 11 | 12 | 13 | 14 | 15 | 16 | 17 | 18 | 19 | 20 | 21 | 22 | 23 | 24 | 25 | 26 | 27 | 28 | 29 | 30 |    | En_tête | Relégable | Ligue des champions Afrique | Coupe CAF |
| ---------- | -- | -- | -- | -- | -- | -- | -- | -- | -- | -- | -- | -- | -- | -- | -- | -- | -- | -- | -- | -- | -- | -- | -- | -- | -- | -- | -- | -- | -- | -- | -- | ------- | --------- | --------------------------- | --------- |
| ACR        | 6  | 4  | 5  | 4  | 2  | 2  | 5  | 7  | 8  | 8  | 6  | 7  | 8  | 9  | 9  | 10 |    |    |    |    |    |    |    |    |    |    |    |    |    |    | 0  | 0       | 2         | 0                           |           |
| ASDN       | 2  | 8  | 10 | 7  | 11 | 12 | 10 | 11 | 12 | 13 | 13 | 13 | 14 | 14 | 14 | 14 | 14 |    |    |    |    |    |    |    |    |    |    |    |    |    | 0  | 5       | 1         | 0                           |           |
| ASMU       | 3  | 5  | 6  | 10 | 6  | 8  | 6  | 8  | 7  | 7  | 5  | 2  | 2  | 2  | 2  |    |    |    |    |    |    |    |    |    |    |    |    |    |    |    | 0  | 0       | 4         | 1                           |           |
| ASN        | 15 | 14 | 12 | 12 | 13 | 14 | 14 | 15 | 15 | 15 | 15 | 15 | 15 | 15 | 16 | 15 | 15 |    |    |    |    |    |    |    |    |    |    |    |    |    | 0  | 14      | 0         | 0                           |           |
| ASS        | 13 | 13 | 15 | 16 | 16 | 16 | 15 | 14 | 14 | 11 | 10 | 11 | 12 | 12 | 12 | 12 |    |    |    |    |    |    |    |    |    |    |    |    |    |    | 0  | 7       | 0         | 0                           |           |
| ASVC       | 6  | 3  | 7  | 9  | 5  | 4  | 3  | 4  | 2  | 2  | 4  | 5  | 5  | 5  | 5  | 5  |    |    |    |    |    |    |    |    |    |    |    |    |    |    | 0  | 0       | 2         | 2                           |           |
| CSDB       | 5  | 11 | 4  | 2  | 3  | 7  | 7  | 9  | 9  | 9  | 9  | 9  | 10 | 10 | 11 | 11 |    |    |    |    |    |    |    |    |    |    |    |    |    |    | 0  | 0       | 1         | 1                           |           |
| DCMP       | 6  | 6  | 2  | 3  | 8  | 5  | 8  | 5  | 5  | 4  | 7  | 6  | 3  | 3  | 3  |    |    |    |    |    |    |    |    |    |    |    |    |    |    |    | 0  | 0       | 1         | 4                           |           |
| FCLS       | 6  | 9  | 8  | 11 | 9  | 9  | 9  | 6  | 6  | 6  | 8  | 8  | 6  | 8  | 8  |    |    |    |    |    |    |    |    |    |    |    |    |    |    |    | 0  | 0       | 0         | 0                           |           |
| FCR        | 13 | 15 | 11 | 8  | 4  | 3  | 2  | 2  | 3  | 3  | 2  | 3  | 7  | 7  | 7  |    |    |    |    |    |    |    |    |    |    |    |    |    |    |    | 0  | 1       | 3         | 4                           |           |
| FCSEL      | 6  | 10 | 13 | 13 | 14 | 13 | 12 | 13 | 11 | 12 | 11 | 12 | 11 | 11 | 10 |    |    |    |    |    |    |    |    |    |    |    |    |    |    |    | 0  | 1       | 0         | 0                           |           |
| JSGB       | 3  | 2  | 3  | 6  | 7  | 6  | 4  | 3  | 4  | 5  | 3  | 4  | 4  | 4  | 4  |    |    |    |    |    |    |    |    |    |    |    |    |    |    |    | 0  | 0       | 1         | 4                           |           |
| OCBD       | 16 | 16 | 16 | 15 | 15 | 15 | 16 | 16 | 16 | 16 | 16 | 16 | 16 | 16 | 15 | 16 | 16 | 16 |    |    |    |    |    |    |    |    |    |    |    |    | 0  | 17      | 0         | 0                           |           |
| RCK        | 6  | 12 | 13 | 13 | 12 | 11 | 13 | 10 | 10 | 10 | 12 | 10 | 9  | 6  | 6  |    |    |    |    |    |    |    |    |    |    |    |    |    |    |    | 0  | 0       | 0         | 0                           |           |
| SMSB       | 12 | 3  | 9  | 5  | 10 | 10 | 11 | 12 | 13 | 14 | 14 | 14 | 13 | 13 | 13 | 13 |    |    |    |    |    |    |    |    |    |    |    |    |    |    | 0  | 3       | 0         | 1                           |           |
| TPM        | 1  | 1  | 1  | 1  | 1  | 1  | 1  | 1  | 1  | 1  | 1  | 1  | 1  | 1  | 1  | 1  | 1  | 1  | 1  |    |    |    |    |    |    |    |    |    |    |    | 19 | 0       | 19        | 0                           |           |

### Buts marqués par journée
Ce graphique représente le nombre de buts marqués lors de chaque journée.

### Meilleurs buteurs
Le tableau suivant liste les joueurs selon le classement des buteurs :
| Rang | Joueur               | Club              | Buts |
| ---- | -------------------- | ----------------- | ---- |
| 1    | Fiston Kalala Mayele | AS Vita Club      | 12   |
| 1    | Jackson Muleka       | TP Mazembe        | 12   |
| 1    | Platini Mozizi       | FC St Éloi Lupopo | 12   |
| 4    | Vinny Bongonga       | DC Motema Pembe   | 11   |
| 5    | Patrick Lelo Amfumu  | AC Rangers        | 9    |
| 5    | Ntumba Libanza       | RC Kinshasa       | 9    |
| 7    | Mambuma Tithi        | AS Dauphins Noirs | 8    |
| 8    | Jérémie Mumbere      | AS Vita Club      | 7    |
| 8    | Denis Likwela        | AS Maniema Union  | 7    |
| 8    | Patou Kabangu        | TP Mazembe        | 7    |

### Meilleurs passeurs
Le tableau suivant liste les joueurs selon le classement des passeurs :
| Rang | Joueur           | Club             | Passes |
| ---- | ---------------- | ---------------- | ------ |
| 1    | Glody Likonza    | TP Mazembe       | 9      |
| 2    | Djuma Shabani    | AS Vita Club     | 6      |
| 2    | Patou Kabangu    | TP Mazembe       | 6      |
| 4    | Denis Likwela    | AS Maniema Union | 4      |
| 4    | Âgée Basiala     | AS Maniema Union | 4      |
| 4    | Jérémie Mumbere  | AS Vita Club     | 4      |
| 7    | Merveille Kikasa | AS Vita Club     | 3      |
| 8    | Rossein Tuisila  | AS Vita Club     | 2      |
| 9    |                  |                  |        |
| 10   |                  |                  |        |

### Parcours africains des clubs
Le parcours des clubs congolais en coupes d'Afrique permet détermine le coefficient de la CAF, et donc le nombre de clubs congolais présents en coupes d'Afrique les années suivantes.
| Club             | Compétition               | Résultat          | Ultime(s) adversaire(s) | Ultime(s) adversaire(s) | Ultime(s) adversaire(s) |
| ---------------- | ------------------------- | ----------------- | ----------------------- | ----------------------- | ----------------------- |
| TP Mazembe       | Ligue des champions       | Quart de finale   | Raja CA                 | Raja CA                 | Raja CA                 |
| AS V.Club        | Ligue des champions       | Phase des goupes  | ES Tunis                | Raja CA                 | JS Kabylie              |
| DCMP             | Coupe de la confédération | Phase des goupes  | RS Berkane              | Zanaco FC               | ESAE FC                 |
| AS Maniema Union | Coupe de la confédération | Tour préliminaire | AS Pélican              | AS Pélican              | AS Pélican              |

## Bilan de la saison
- Meilleure attaque : TP Mazembe (48 buts inscrits)
- Meilleure défense : TP Mazembe (9 buts encaissés)
- Premier but de la saison :  Mwini Dibundu   11e pour le CS Don Bosco contre le SM Sanga Balende (2-2) le 15 août 2019 (1re journée).
- Dernier but de la saison :  Jérémie Mumbere   10e pour l'AS Vita Club contre le FC Renaissance du Congo (2-0) le 15 mars 2020 (29e journée).
- Premier penalty :
  - Transformé :   Vinny Bongonga   31e pour le DCMP Imana contre le CS Don Bosco (2-1) le 30 septembre 2019 (14e journée)[12]
  - Raté :  Doxa Gikanji  67e pour le DCMP Imana contre Lubumbashi Sport (0-0) le 16 août 2019 (1re journée)
- Premier but sur coup franc direct :  Matafadi Mazewu   26e pour le SM Sanga Balende contre le TP Mazembe (1-3) le 12 décembre 2019 (6e journée)
- Premier but contre son camp :  Bongo Yamba   15e (csc) de SM Sanga Balende en faveur de Lubumbashi Sport (1-0) le 27 septembre 2019[13]
- But le plus rapide d'une rencontre :
  -  Jackson Muleka   0e (15 sec) pour le TP mazembe contre le RCK (1-0) le 4 septembre 2019 (15e journée)[14],[15].
- But le plus tardif d'une rencontre :
  -  Jérémie Basilua   90+9e pour le FC Renaissance du Congo contre le DCMP (1-1) le 4 septembre 2019 (15e journée)
- Premier doublé :  Jérémie Mumbere   6e   44e pour l'AS Vita Club contre l'AS Simba (4-0) le 18 août 2019 (1re journée).
- Doublé le plus rapide : 5 minutes
  -  Fiston Kalala Mayele   73e   78e pour l'AS Vita Club contre l'AS Simba (1-3) le 1er mars 2020 (20e journée)[16]
- Premier triplé :  Vinny Bongonga   41e   70e   80e pour le DCMP Imana contre l'AS Nyuki (5-1) le 3 octobre 2019 (12e journée)
- Triplé le plus rapide : 39 minutes
  -  Vinny Bongonga   41e   70e   80e pour le DCMP Imana contre l'AS Nyuki (5-1) le 3 octobre 2019 (12e journée)
- Plus grand nombre de buts dans une rencontre pour un joueur : 3 buts
  -  Vinny Bongonga   41e   70e   80e pour le DCMP Imana contre l'AS Nyuki (5-1) le 3 octobre 2019 (12e journée)
  -  Mpia Nzengeli   47e   70e   80e pour le AS Maniema Union contre le SM Sanga Balende (1-5) le 14 décembre 2019 (9e journée)
  -  Fiston Kalala Mayele   7e   70e   81e pour l'AS Vita Club contre l'OC Bukavu dawa (1-3) le 20 février 2020 (17e journée)[17]
  -  Kadima Kabangu   1re (45 sec)   44e   89e pour le DCMP Imana contre le FC Saint Éloi Lupopo (1-3) le 26 février 2020 (17e journée)[18]
- Premier carton jaune : Non déterminer
- Premier carton rouge : Non déterminer
- Plus large victoire à domicile : 6 buts d'écart
  - 6-0 lors de TP Mazembe - OC Bukavu dawa le 20 août 2019 (1re journée).
- Plus large victoire à l'extérieur : 5 buts d'écart
  - 1-6 lors de SM Sanga Balende - AS Maniema Union le 14 décembre 2019 (9e journée)[19],[20]
- Plus grand nombre de buts dans une rencontre : 7 buts
  - 6-1 lors de TP Mazembe - SM Sanga Balende le 12 décembre 2019 (25e journée)[21].
  - 1-6 lors de SM Sanga Balende - AS Maniema Union le 14 décembre 2019 (9e journée)[19],[20]
- Plus grand nombre de buts dans une mi-temps :
  - en 1re mi-temps buts :
  - en 2e mi-temps buts :
- Plus grand nombre de buts dans une mi-temps pour une équipe :
  - buts :
- Champion : TP Mazembe (18e titre)

## Perturbations lors du championnat

### Épidémie de coronavirus
À partir du 13 mars 2020, tous les matchs de la linafoot sont annulés pour une durée de 30 jours qui commence à partir du lundi 16 mars 2020.
Le 14 avril 2020, le président de la FECOFA prolonge la suspension de toutes activités sportives dans le pays à une date ulterieure.
La FECOFA, par son comité exécutif, a décidé l’arrêt définitif de la saison 2019-2020 en raison de la pandémie de coronavirus et adopte le classement à la date de l'arrêt du championnat, c’est-à-dire le 16 mars 2020.
La FECOFA statue sur la question dans une session extraordinaire du Comité exécutif de l’instance faîtière du football national qui a eu lieu le mercredi 13 mai 2020 à 15 heures à l’Hôtel Africana Palace de la commune de Lingwala.
Il sied de noter que les membres de l'ADFCO qui s’étaient réuni à ce sujet le samedi 9 mai avait, de façon quasiment unanime, opté pour l'arrêt définitif de la 25e édition du championnat national, pour raison du covid-19.
C'est une décision lourde de conséquences, car, elle risque de ne pas plaire à de nombreux clubs qui se sont investis dans ce championnat.
« Tenant comme de l’incertitude quant à l’évolution de la pandémie du covid-19 et se faisant, l’état d’urgence décrété dans notre pays s’approche à la clôture de notre championnat qui intervient le 31 mai, nous avons décidé d’arrêter définitivement la saison 2019-2020. Pour la Vodacom ligue 1, tenant compte du fait qu’il s’agit d’un cas de force majeur, l’article 309 du Règlement Général Sportif ainsi que celui, 115 du statut de la Fecofa nous confère de statuer sur les cas de force majeur. Par rapport à cela, nous avons décidé d’homologuer le classement arrêté à la date du 16 mars » a déclaré Belge Situatala, secrétaire général adjoint chargé des compétitions de la Fecofa.
Ainsi, le TP Mazembe qui trône avec 53 points est donc sacré champion, suivi de l’AS Vita Club avec 42 points. Les badiangwena ainsi que les bana mbongo représenteront la RDC dans la Ligue des champions africaine la prochaine saison.
Quant à l’AS Maniema Union, 3e au classement avec 40 points est qualifié pour la coupe de la confédération africaine.
Selon, la réglementation du Football congolais, seuls les trois premiers de la Ligue nationale de football sont qualifiés pour les interclubs de la CAF et la 4e place est réservée au champion de la coupe du Congo. Mais, se trouvant dans l’incapacité d’organiser la 56e Coupe du Congo, le 4e classé de la Vodacom Ligue 1 accompagnera ainsi le Maniema Union dans la CAF C2. Il s’agit de et DCMP Imana, 4e avec 38 points.
L’AS Nyuki, lanterne rouge cette saison et l’OC Bukavu Dawa sont relégués en Ligue 2, tandis que la Jeunesse sportive de Kinshasa et l’Étoile jaune de Lubumbashi sont promus en championnat d’élite, la Vodacom Ligue 1.

### Suspensions
- le 3 septembre 2019 le FC Renaissance du Congo est suspendu pour la violence de leurs supporteurs le 2 septembre 2019 à Kinshasa face au SM Sanga Balende, la suspension commence de la saison 2019-2020 à la saison 2020-2021[23].

Huit jours plus tard la linafoot annule la suspension du FC Renaissance du Congo.

## Distribution et Animation
le Championnat de la république démocratique du Congo de football de la saison 2019-2020 est diffusé à la télévision par les chaînes suivantes :
- CTV
- Digital Congo RTV
- Héritage RT
- PSTV

Les commentateurs choisis sont :
- Coach Andy Magloire Mfutila (Analyste Linafoot)
- Guilith Basakisa (CTV)
- David Ndala (Digital Congo RTV)
- Coach Guillaume Ilunga (Analyste)
- Alain Salu (Digital Congo RTV)
- Patrick Lupika (Digital Congo RTV)

La compagnie chargée de la médiation est Cris Production